# Tres Lomas (Buenos Aires)
Pour les articles homonymes, voir Tres Lomas.
Tres Lomas est une localité argentine située dans le partido homonyme, dans la province de Buenos Aires.

## Toponymie
L'origine du nom Tres Lomas est attribuée à trois grandes dunes de sable, dont deux n'existent plus aujourd'hui. Un seul est visible à l'entrée de la rue Belgrano, à la hauteur de l'ancienne usine de nouilles.

## Démographie
La localité compte 8 600 habitants (Indec, 2010), ce qui représente un déclin de 5 % par rapport au précédent recensement qui comptait 8 061 habitants en 2001.

## Religion
| Diocèse  | Nueve de Julio            |
| -------- | ------------------------- |
| Paroisse | Nuestra Señora del Carmen |